# Morkoka
A Morkoka (oroszul: Моркока) folyó Oroszország ázsiai részén, Jakutföldön; a Márha jobb oldali mellékfolyója.

## Földrajz
Hossza: 841 km, vízgyűjtő területe: 32 400 km².
Jakutföld nyugati peremén, a Viljuj-felföld keleti részén (a Bajittah-tóból) ered. A Viljuj-felföld hegyes, ritkán lakott vidékein, mély völgyben folyik, nagyon sok kanyart alkot. 
Esővíz és hóolvadék táplálja. Október elejétől májusig befagy.